# Burmannia biflora
Burmannia biflora ist eine Pflanzenart aus der Familie der Burmanniaceae. Sie wurde 1753 von Carl von Linné erstbeschrieben und ist damit neben der asiatischen Burmannia disticha die am längsten bekannte Art der Gattung Burmannia. 

## Beschreibung
Burmannia biflora ist eine einjährige, krautige und – anders als viele andere Arten der Gattung – blattgrüne Pflanze, die eine Wuchshöhe von 3 bis 18 Zentimetern erreicht. Blätter fehlen am Ansatz; die über den Stängel verteilten, ahlenförmigen bis lanzettlichen Blätter sind 1 bis 4 Millimeter lang und 0,2 bis 1 Millimeter breit. Die locker zymösen Blütenstände tragen zwei bis zwölf Blüten. Die Tragblätter sind ebenfalls ahlenförmig bis lanzettlich und 1,5 bis 3,2 Millimeter lang.
Die an einem nur bis zu 1 Millimeter langen Blütenstiel stehenden Blüten sind entlang der Blütenröhre dreigeflügelt und 3 bis 6 Millimeter hoch. Die Flügel sind blau und jeweils bis zu 2,5 Millimeter breit. Die blaue bis violette Blütenhülle ist sechslappig, die Lappen cremefarben. Die äußeren Lappen sind dreieckig und 0,5 bis 1 Millimeter lang, die inneren aufrecht, elliptisch und 0,4 bis 0,8 Millimeter lang. Die Kapselfrucht ist 2 bis 3,5 Millimeter lang.

## Verbreitung
Burmannia biflora findet sich vom Süden bis Südosten der USA sowie in Kuba. Ihre nördlichsten Vorkommen liegen in North Carolina und Virginia; damit ist sie eine der wenigen Arten der zumeist tropischen Familie, die weit in temperierte Zonen vorgedrungen ist. Sie wächst an Teich- und Bachrändern, in Savannen oder Sümpfen in Höhenlagen von 0 bis 100 Metern.

## Nachweise
- Flora of North America, Vol. 26, S. 487–488, Online